# Велика награда Иво Андрић
Велика награда Иво Андрић је књижевна награда Републике Српске за најбољу књигу објављену током године у Републици Српској и Србији и за животно и књижевно стваралаштво.

## Опште информације
Награда се додељује у Вишеграду од 2016. године, а име носи у част српског и југословенског књижевника Иве Андрића.
Награду је утемељио Андрићев институт 2015. године на иницијативу Емира Кустурице. Награда се додељује у две категорије - за животно, књижевно стваралаштво, које представља укупни допринос књижевности и култури и за најбољу књигу објављену у Републици Српској и Републици Србији током године.

## Добитници за животно дело и укупан допринос књижевности и култури
- 2016.: Матија Бећковић,  за животно дело и књигу Три поеме (Србија)[2][3]
- 2017. : Душан Ковачевић, за животно дело и позоришну представу Хипноза једне љубави (Србија)
- 2018. : Ју Хуа, за животно дело и књиге Живети, Записи о продавцу крви и Седми дан (Кина)
- 2019. : Горан Петровић, за животно дело
- 2020. : Горан Петровић, за животно дело
- 2021. : Милован Данојлић, за животно дело
- 2022. : Мирослав Максимовић, за животно дело[4]
- 2023. : Сандро Веронези, за животно дело[5]

## Добитници за најбољу књигу
- 2016. : Владимир Кецмановић,  Осама (Србија)
- 2017. : Захар Прилепин, Обитељ и Седам живота (Русија)[6][7]
- 2018. : Бора Ђорђевић, Пусто острво (Србија)[8]
- 2019. : Рајко Петров Ного, Сонет и смрт (Република Српска)[9]
- 2020. : Гузељ Јахина, Деца Волге (Русија)[10]
- 2021. : Петер Хандке, Други мач (Аустрија)[11][12][13][14]
- 2022. : Јевгениј Водолазкин, Бризбејн (Русија)[15][16]
- 2023. : Енес Халиловић, Секвоја (Србија)[5]